# Ostrožno Brdo
Ostrožno Brdo (italsky: Monforte del Timavo) je část občiny Ilirska Bistrica ve Přímořsko-vnitrokraňském regionu ve Slovinsku. Je to sídlo typu vesnice.

## Geografie
Ostrožno Brdo se nachází v nadmořské výšce 623 m n. m. v historickém regionu Vnitřní Kraňsko.

## Obyvatelstvo
V roce 2002 žilo ve vsi Ostrožno Brdo 104 obyvatel na ploše 932 ha.